# سندرم شای
سندرم شای (Scheie syndrome) نوعی از موکوپلی ساکاریدوز است.

## علائم زمان تولد، دوران نوزادی و شیرخوارگی
در این بازه زمانی بدون علامت است.

## علائم دوران کودکی، نوجوانی و بزرگسالی
اشکالات مفصلی از اوایل کودکی تا سن ۵ سالگی، ایجاد مفاصل سفت و زاویه دار می‌کند. دست چنگالی مشابه ببماری هورلر، ژنووالگوم، تقعر زیاد کف پا و پای دردناک سفت، سندرم کانال کارپ، ظاهر انگشت ماشه‌ای و آرتریت دژنراتیو مفصل ران شایع هستند، اما قد طبیعی است. سایر علائم شامل صورت خشن، پرمویی، فتق مغبنی، کری پیشرونده در برخی از بیماران، تنگی یا نارسایی دریچه آئورت، آپنه خواب و علائم نخاعی در نتیجه فشار بر نخاع گردنی می‌باشند. هوش طبیعی است و طول عمر طبیعی بجز در کسانی که بیماری قلبی را توسعه می‌دهند دیده می‌شود. در دهه دوم زندگی کدورت شدید قرنیه، دژنره شدن رنگدانه‌ای شبکیه، بروز گلوکوم، صدمه بینایی و کوری احتمالی رخ می‌دهد. یک بیمار در ۲۵ سالگی با علامت سایکوز پارانوئید مراجعه کرده است.

## علائم بالینیبیماری هورلر-شای
تظاهرات بالینی آن حد واسط انواع بیماری هورلر و بیماری شای می‌باشد. دوره بیماری می‌تواند طولانی‌تر از بیماری هورلر باشد. . ممکن است یافته‌های صورت خشن وجود داشته باشد و فک تحتانی کوچک در برخی از بیماران دیده می‌شود. هوش معمولاً طبیعی است، اما در بعضی از بیماران عقب ماندگی ذهنی وجود دارد. زندگی بیمار تا بزرگسالی شایع است، اما قد کوتاه است. سایر علائم شامل کدورت قرنیه و گلوکوم، فتق، سفتی مفاصل و دست چنگالی، بزرگی کبد و طحال، ضایعه در دریچه‌های قلب، آسیب نخاعی، هیدروسفالی، افزایش فشار داخل جمجمه که منجر به ضعف عضلانی و اسپاستیسیتی ناشی از انسداد سیسترن قاعده‌ای می‌شود، سایکوز، تفکر پارانوئید و بزرگی زبان می‌باشند.

## نقص آنزیم
نقص در آنزیم آلفا ال ایدورونیداز.
مقداری از فعالیت آنزیم در فیبروبلاستها باقی‌مانده است.

## توارث ژنتیکی
اتوزومی مغلوب.

## میزان بروز
در ایالت بریتیش کلمبیای کانادا یک مورد در هر ۵۰۰ هزار تولد زنده.

## روش تشخیص
- بررسی آنزیم: درگلبولهای سفید و فیبروبلاستها.
- بررسی جهشها.

## درمان
مانند بیماری هورلر شامل درمان جایگزینی با آنزیم و درمان حمایتی است.
سایر درمانها شامل پیوند قرنیه، جراحی گلوکوم، تعویض دریچه قلبی و گذاشتن شنت جهت هیدروسفالی می‌باشد.

## آزمون تشخیص قبل از تولد
ندارد.